# Owen Garriott
Owen Kay Garriott (Enid, 22 novembre 1930 – Huntsville, 15 aprile 2019) è stato un astronauta e ingegnere statunitense.

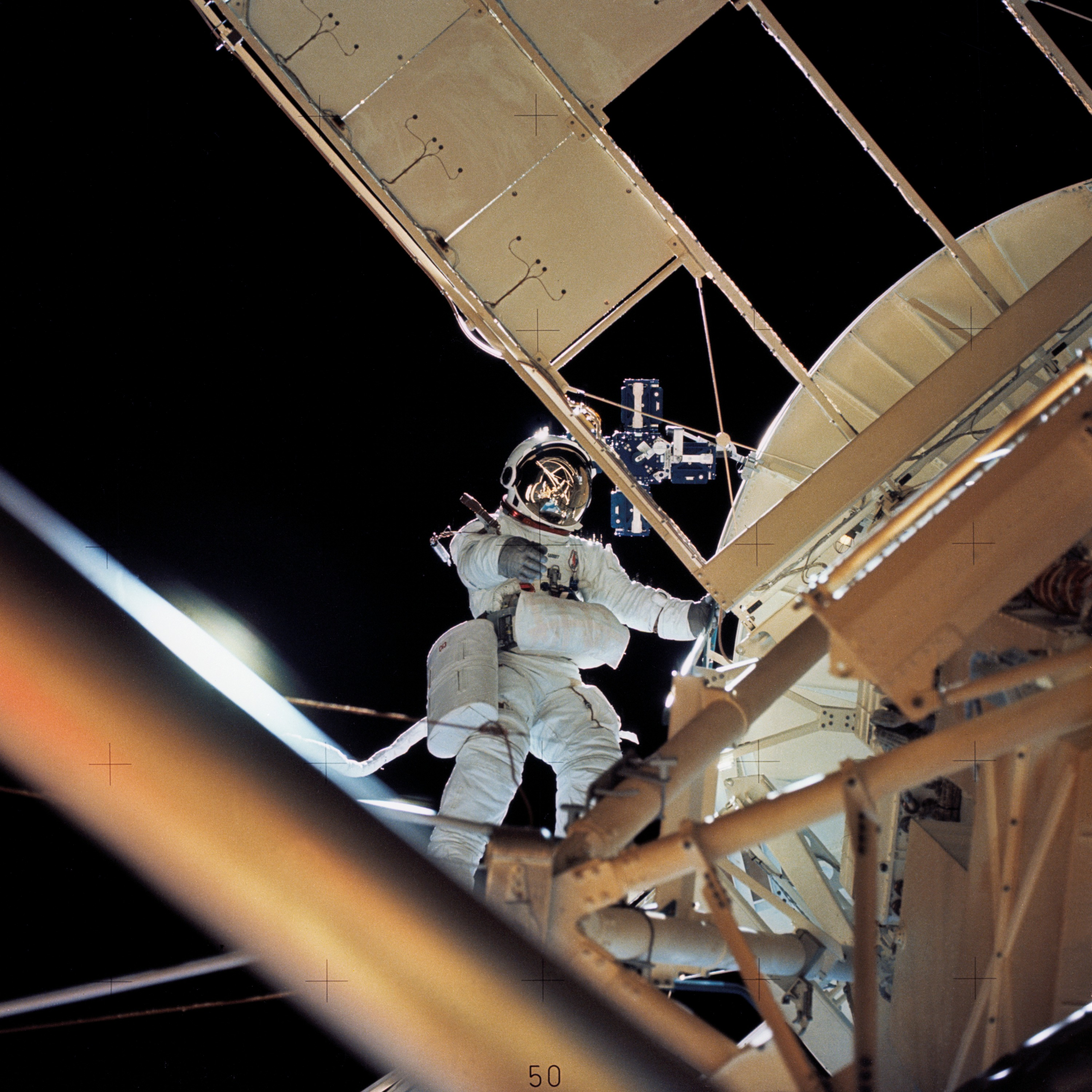
Owen Garriott durante un'EVA nel corso della missione Skylab 3

Garriott fu uno dei sei scienziati scelti dalla NASA nel 1965 con il quarto gruppo di astronauti. A luglio del 1969 fu uno dei Capcom dello storico volo dell'Apollo 11. Svolse tale ruolo dal centro di controllo di Houston in Texas garantendo un ininterrotto contatto via radio tra detto centro e la capsula spaziale. 
Il 28 luglio 1973 venne lanciata la prima missione nello spazio di Garriott. A bordo della capsula spaziale dell'Apollo ed insieme con gli astronauti Alan L. Bean e Jack R. Lousma formò il secondo equipaggio che visitò la stazione spaziale americana Skylab. La missione, ufficialmente condotta sotto la denominazione di Skylab 3 rimasta nello spazio per 59 giorni, significò un nuovo record di permanenza nello spazio. Tale record comunque fu ben presto battuto dalla successiva missione dello Skylab 4. Garriott effettuò più attività extraveicolari raggiungendo un totale di oltre 13 ore di permanenza all'esterno del laboratorio spaziale.
La sua seconda missione nello spazio fu a bordo dello Space Shuttle Columbia nella missione STS-9 del 1983. Si trattò della prima missione dello Spacelab, alla quale, fra l'altro, partecipò pure l'astronauta tedesco Ulf Merbold, il primo astronauta non americano a volare sullo Shuttle. Nel corso della missione Garriott installò la prima stazione per collegamento via radio amatoriale funzionante nello spazio, che risponde al codice W5LFL.
Garriott si sposò due volte e divenne padre di quattro figli. Suo figlio Richard Garriott è conosciuto quale pioniere nel settore dei videogiochi con il soprannome di "Lord British". Famosa è la serie di Ultima creata nel 1981, che porterà alla fondazione della Origin Systems alla quale Owen Garriott partecipò finanziariamente.
Lasciò definitivamente la Nasa nell'agosto del 1986.